# Brachymeria compestris
Brachymeria compestris är en stekelart som beskrevs av Husain och Agarwal 1982. Brachymeria compestris ingår i släktet Brachymeria och familjen bredlårsteklar. Inga underarter finns listade.